# Ojnomaos z Gadary
Ojnomaos z Gadary – cynicki filozof rzymski z II wieku n.e. Należał do nurtu radykalizmu kontestującego. Krytykował wyrocznie negując możliwość proroctw i przepowiadania. Twierdził, że bogowie nie zajmują się ludźmi. Krytykował stoików i ich teorie fatum.